# Paljavaam
De Paljavaam (Russisch: Паляваам), in de bovenloop ook Kalenmyvaam (Каленмываам) genoemd, is een 416 kilometer lange rivier in de Russische autonome okroeg Tsjoekotka.
De rivier ontspringt in het Paljavaamgebergte in het centrale deel van het Hoogland van Tsjoekotka uit de bronrivieren Nojnytyljan, Selenyn, Tsjasty, Kalenmygrytkin, Kalenmy-Vaarevar (Orlinaja), Enmykagyrgyn (Sjirokaja) en Nachodka en stroomt vervolgens naar het noorden en dan naar het westnoordwesten, al meanderend door een relatief brede moerassige vallei, waarbij ze soms zich vertakt over meerdere rivierarmen. In het stroomgebied bevinden zich vele meren en zelf doorstroomt ze in de bovenloop het Atsykvygytgynmeer. Iets voorbij dit meer stroomt vanuit het zuiden de Pykaromkoom in en vervolgens vanuit het noordoosten de Kalenmypytvyt. Na de instroom van de Me'inoettykin vanuit het zuidoosten stroomt de rivier aan oostzijde langs de berg Kalenmyvaam (768 meter) in een gebied waar thermokarst in de bodem voorkomt (verder stroomafwaarts is dit ook op diverse plekken het geval). Iets verderop stroomt ze de Paljavaamketen (Paljavaamskaja grjada) aan zuidzijde voorbij en vervolgens het Pegtymelgebergte. Voorbij dit gebergte stroomt vanuit het zuiden de Poestynnaja (Ytlevaam) in, gevolgd door diverse andere kleinere rivieren. Ten zuiden van de Kalenmytbergen stroomt de Kookvyn in vanuit het zuiden. Iets verderop buigt de rivier bij de instroom van de Vykvylvegyrgyn vanuit het zuiden af naar het noorden om vervolgens met een grote boog weer naar het zuidwesten te lopen. In dit deel, dat niet langer wordt aangeduid als Kalenmyvaam, verbreedt de Paljavaam zich sterk en vormt meerdere rivierarmen. De grote zijrivieren Levtyttyvejem, Ekeeskyvejemkei, Karpoengvejem en Paljarynnat stromen hier in. Aan het begin van de boog ligt het verlaten geologenplaatsje Paljavaam. Ten noorden van de boog ligt een mijnbouwgebied, waar in de Sovjetperiode onder andere tin en goud werd (en nu op sommige plekken nog wordt) gewonnen. Nabij de monding eindigt de rivier in vele stroomarmen in een zeer moerassig gebied waar ook onder andere de Poetsjjevejem en Rytkoetsji uitkomen. De rivier stroomt daarop samen met de Tsjaoen en gaat verder als de Tsjaoen-Paljavaam, die na enkele kilometers aan westzijde van het grote riviereiland Ajopetsjan uitstroomt in de Tsjaoenbaai van de Oost-Siberische Zee. Nabij de monding ligt het plaatsje Rytkoetsji.
De Paljavaam is een typische bergrivier met een wilde stroming en veel kiezels op de bodem. Rondom de bovenloop bevinden zich vele bergtoppen en in de benedenloop zijn sommige delen van de oevers dichtbegroeid met struiken.